# Собор Святой Анны (Белфаст)
Собор Святой Анны (также известный как собор Белфаста) (англ. St Anne's Cathedral, ирл. Ardeaglais San Anna) — собор Церкви Ирландии в Белфасте, Северная Ирландия. Особенностью является то, что данный собор относится к двум отдельным епархиям (Коннор и Даун и Дромор). Белфастский собор необычен тем, что в нём находятся резиденции двух епископов — епископа Коннора и епископа Дауна и Дромора. Также собор является центром Кафедрального квартала Белфаста.

## История

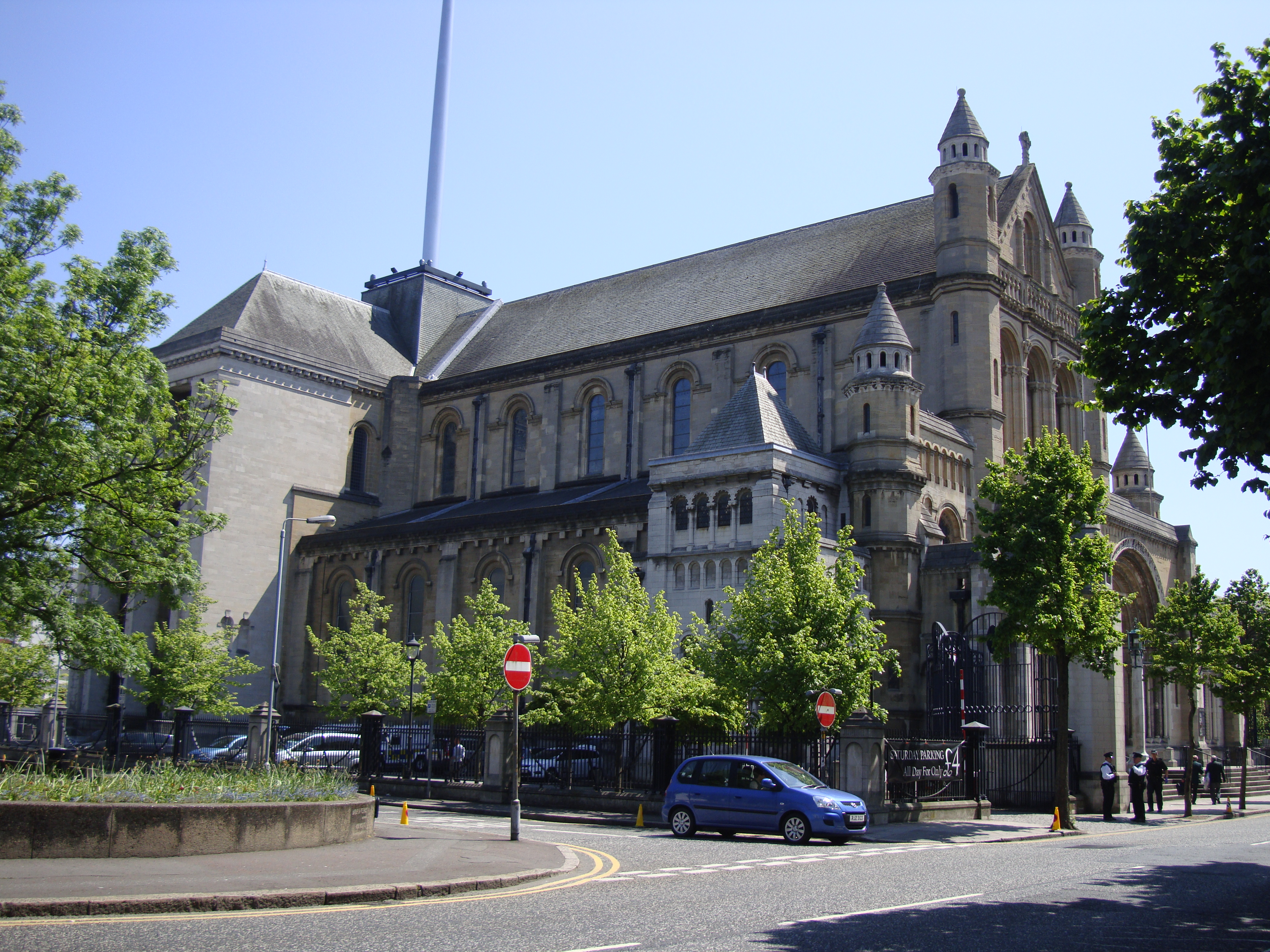
Вид на Собор Святой Анны с северо-западной стороны

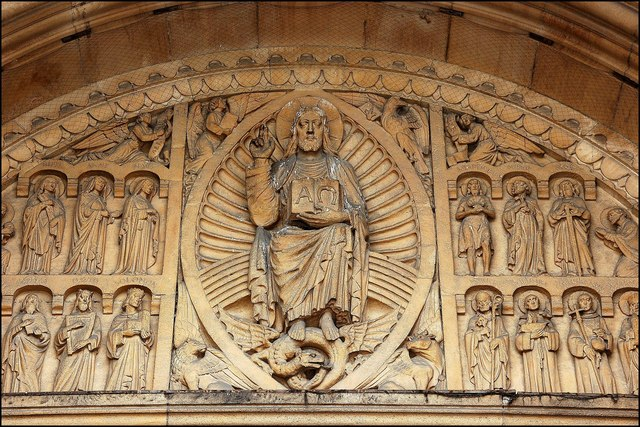
Оформление входа в собор

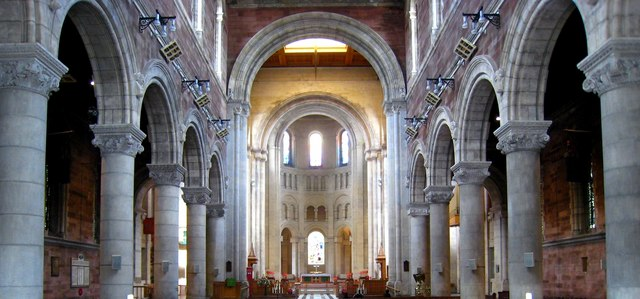
Внутренний вид собора

Первым архитектором собора был сэр Томас Дрю. Фундамент был заложен 6 сентября 1899 графиней Шефтсбери. Старая приходская церковь Святой Анны построенная Франциском Хьорном в 1776 году продолжала использоваться вплоть до 31 декабря 1903 года, в то время как новый собор строился вокруг неё. После завершения строительства собора старая церковь была разрушена. Окно доброго самаритянина, которое можно увидеть в святилище, является единственной частью старой церкви, которая была сохранена в соборе. Первоначально был построен только неф собора, который был освящен 2 июня 1904 года.
В 1924 году было принято решение о строительстве Западного фронта собора как памятник ольстерцам и женщинам, которые служили и погибли в Первой мировой войне. Фундамент для этого был заложен 2 июня 1925 года губернатором Северной Ирландии, герцогом Аберкорн. В июне 1927 года было завершено строительство фасада, дизайн которого был изменён архитектором Чарльзом Арчибальдом Николсоном.
В 1922—1924 годах был построен центральный проход, где в данное время располагается хор. В 1928 году был построен баптистерий по плану У. Г. Линна, помощника Томаса Дрю. 5 июля 1932 года, в 1500-ю годовщину прибытия Святого Патрика в Ирландию, была освящена часовня Святого Духа, известная своими красивыми мозаиками, изображающими Святого Патрика.
В 1935 году в южной части собора был похоронен с государственными почестями Эдуард Генри, лорд Карсон, лидер Юнионистского движения во время кризиса самоуправления. В 1941 году собор был почти разрушен немецкой бомбой, которая также нанесла значительный ущерб окружающим объектам. В 1955 году начались работы по строительству амбулатории в восточной части собора. Эта работа была закончена в 1959 году, но только через десять лет можно было приступить к работе над северным и южным трансептами. Кризисы и инфляция привели к длительным задержкам и большим проблемам с финансированием этой работы.
Южный трансепт, в который входит Церковь Единства и хоры с органом был освящен в 1974 году. Северный трансепт, в котором находятся большой кельтский крест и часовня Королевских ирландских стрелков, был завершён в 1981 году.
В апреле 2007 года на вершине собора был установлен 40-метровый шпиль из нержавеющей стали, названный «Шпилем надежды». Сооружение освещается ночью и является частью более широкой реконструкции, запланированной для кафедрального квартала. Базовая часть шпиля выступает через стеклянную платформу в крыше собора прямо над хорами, позволяя посетителям просматривать его с нефа.

## Ежегодная благотворительность
В 1976 году декан Белфаста Сэмюэл Б. Крукс начал ежегодное рождественское «сидение», проводя неделю перед Рождеством на ступенях собора, принимая пожертвования от прохожих, которые затем распределялись между многими местными благотворительными организациями. Декан Крукс вскоре стал известен как «чёрный Санта», из-за наряда, который он носил, чтобы согреться. Традиция была продолжена его преемниками. За неделю до Рождества каждый год декан (в настоящее время Стефан Форд) и члены кафедрального собора сидят за пределами собора с 9 утра до 5.30 вечера каждый день, чтобы собрать деньги на благотворительность. До сих пор данная группа известна как «чёрные Санты». Традиция собрала несколько миллионов фунтов стерлингов на благотворительность.

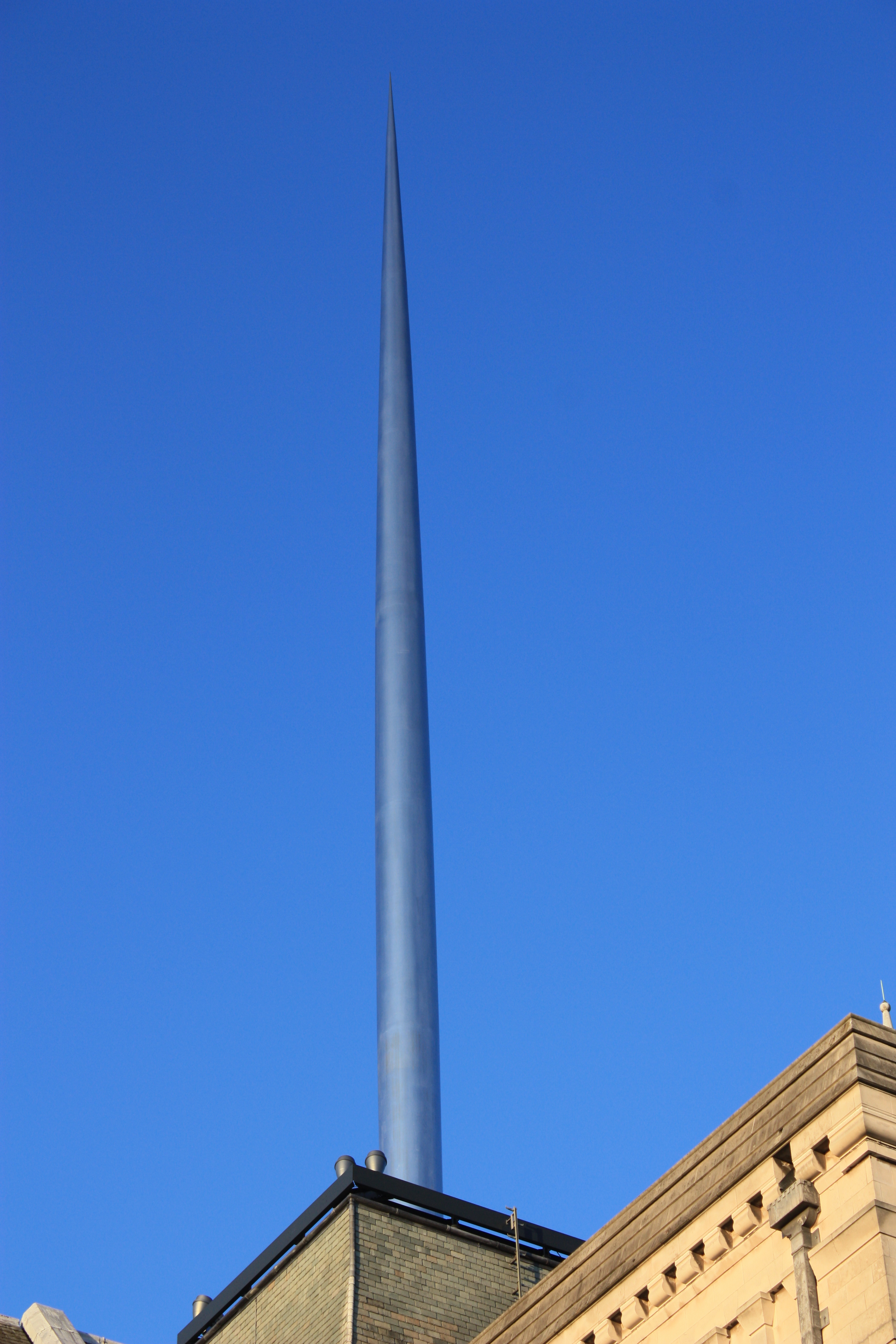
Шпиль собора святой Анны, декабрь 2009 года

## Богослужение В Соборе
Богослужения в соборе проходят ежедневно. Утренняя молитва, произносимая в 8.10 утра; Святое Причастие в 8.30 утра; в полдень молитвы в 1:00 дня; Хоральная вечерня в 5:30 вечера [с понедельника по пятницу во время вечерней молитвы]; вечерняя молитва по субботам в 5:30 вечера. Святое Причастие в 1:00 дня по средам и в дни святых и другие церковные праздники. По воскресеньям проходят четыре службы в соборе в 8: 00 и 10:00 утра, хоровая Евхаристия в 11:00 и Хоральная вечерня в 3:30 дня.

## Орган
В соборе установлен орган с четырьмя регистрами, который является вторым по величине органом Северной Ирландии. Он был построен Харрисоном и Харрисоном в 1907 году и перестроен в 1969—1975 годах. Спецификацию органа можно найти на Национальном реестре органов.

## Список органистов
- Уильям Уар 1776—1825
- Джон Уиллис 1825—1847
- Джеймс Томпсон Мая 1847—1862
- Генри Вуд 1863—1873
- Исаак Уо Николь 1874—1903
- Чарльз Дж. Бреннан 1904—1964 (первый органист собора Святой Анны)
- Гарри Гриндл 1964—1976 (бывший органист приходской церкви Бангор, округ Даун)
- Джонатан Григорий 1976—1984 (позже органист Лестерского собора)
- Эндрю Пол Педмор 1984—1988 (бывший органист собора Святого Finbarre по)
- Дэвид Дринкел 1988—2002 (ранее органист из Санкт-Магнус собор Киркволе). Ныне органист в кафедральном соборе Сент-Джонс, Сент-Джонс, Ньюфаундленд
- Брайан Хантер 2002—2003
- Филипп Стопфорд 2003—2010 (бывший помощник органиста Честерского собора)
- Йен Барбер 2010—2017
- Эд Джонс 2018 -
- Дэвид Стивенс (2012 — ; бывший руководитель хора девочек и суб-органист в соборе Ньюкасла)

## Галерея

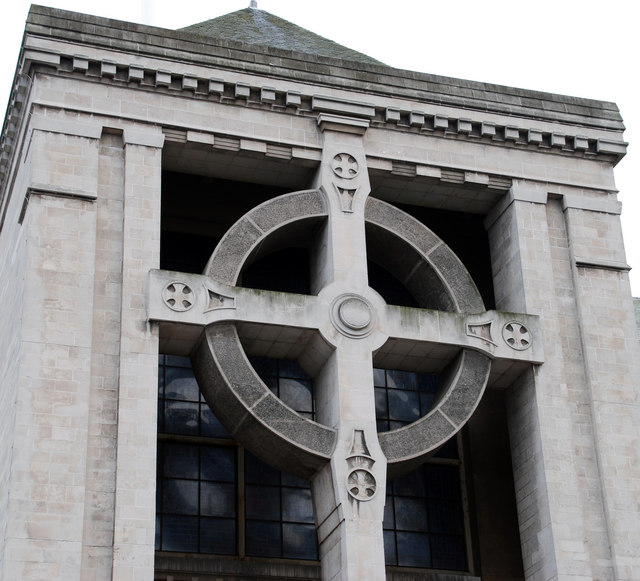
Кельтский крест
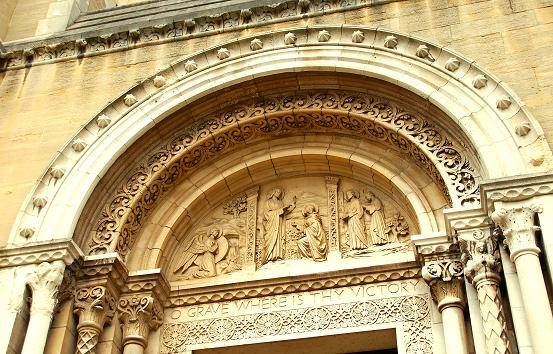
"Воскресение"
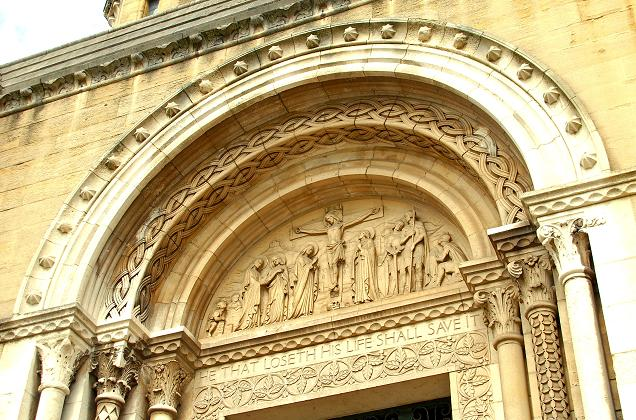
"Распятие"
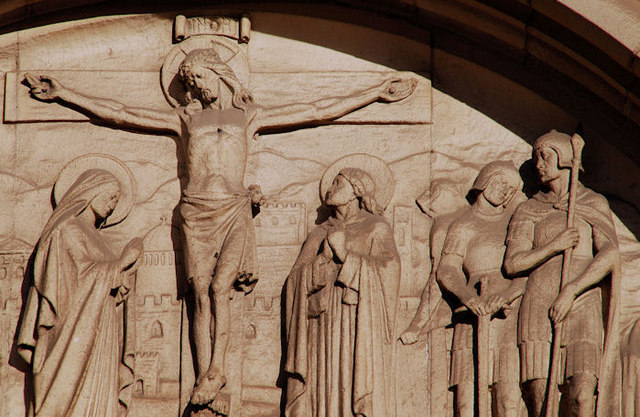
"Распятие" (вид ближе)
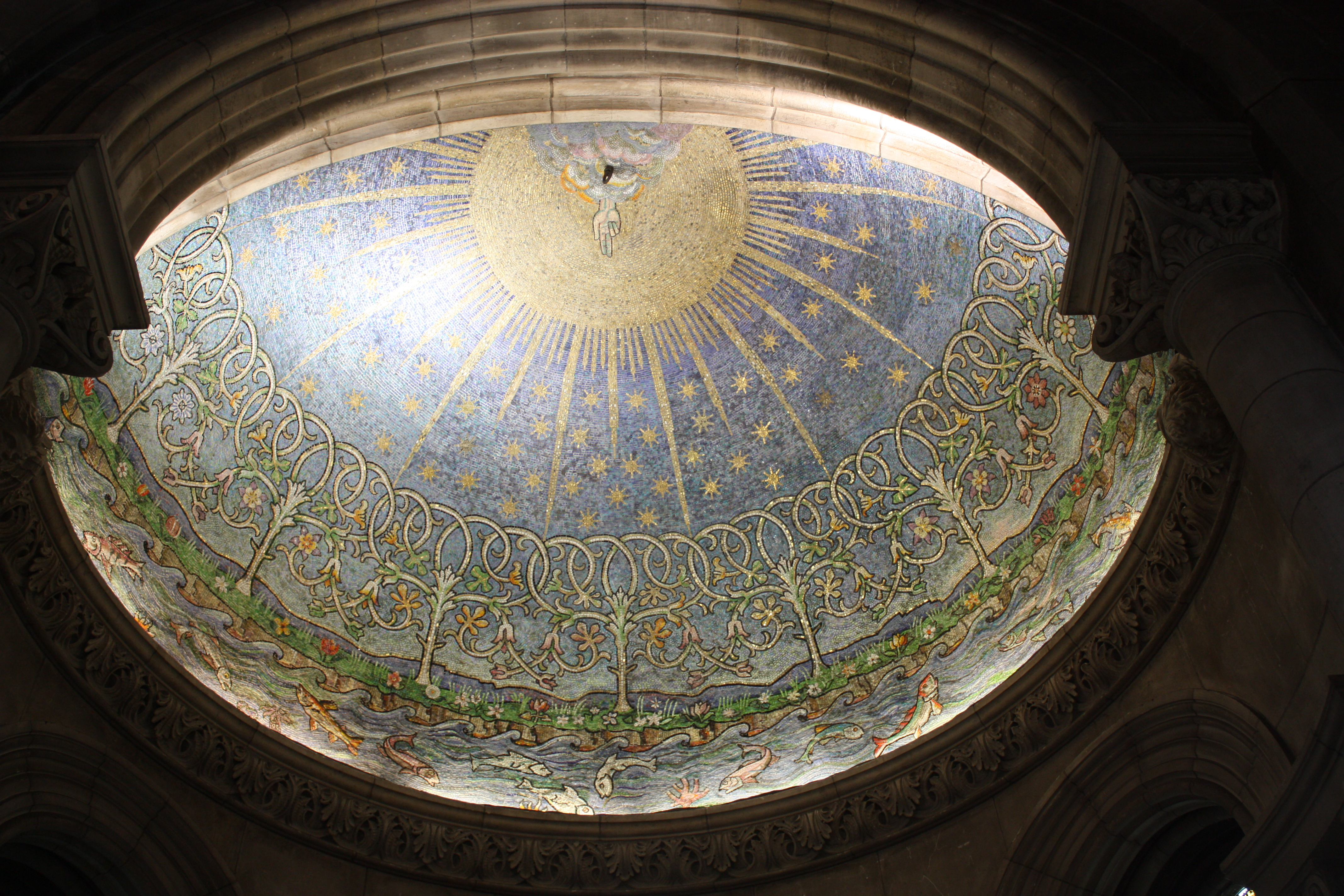
Крыша баптистерия
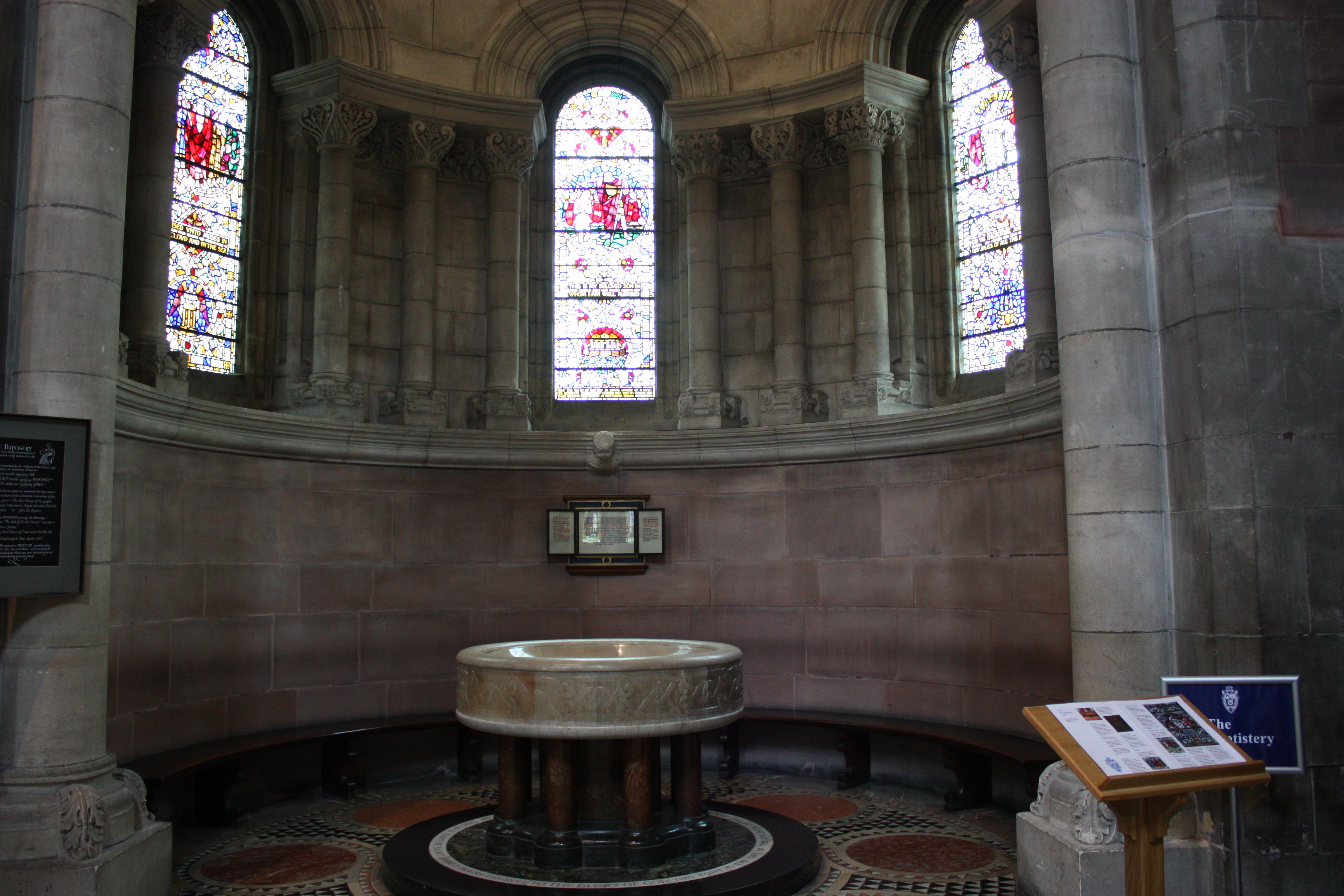
Баптистерий
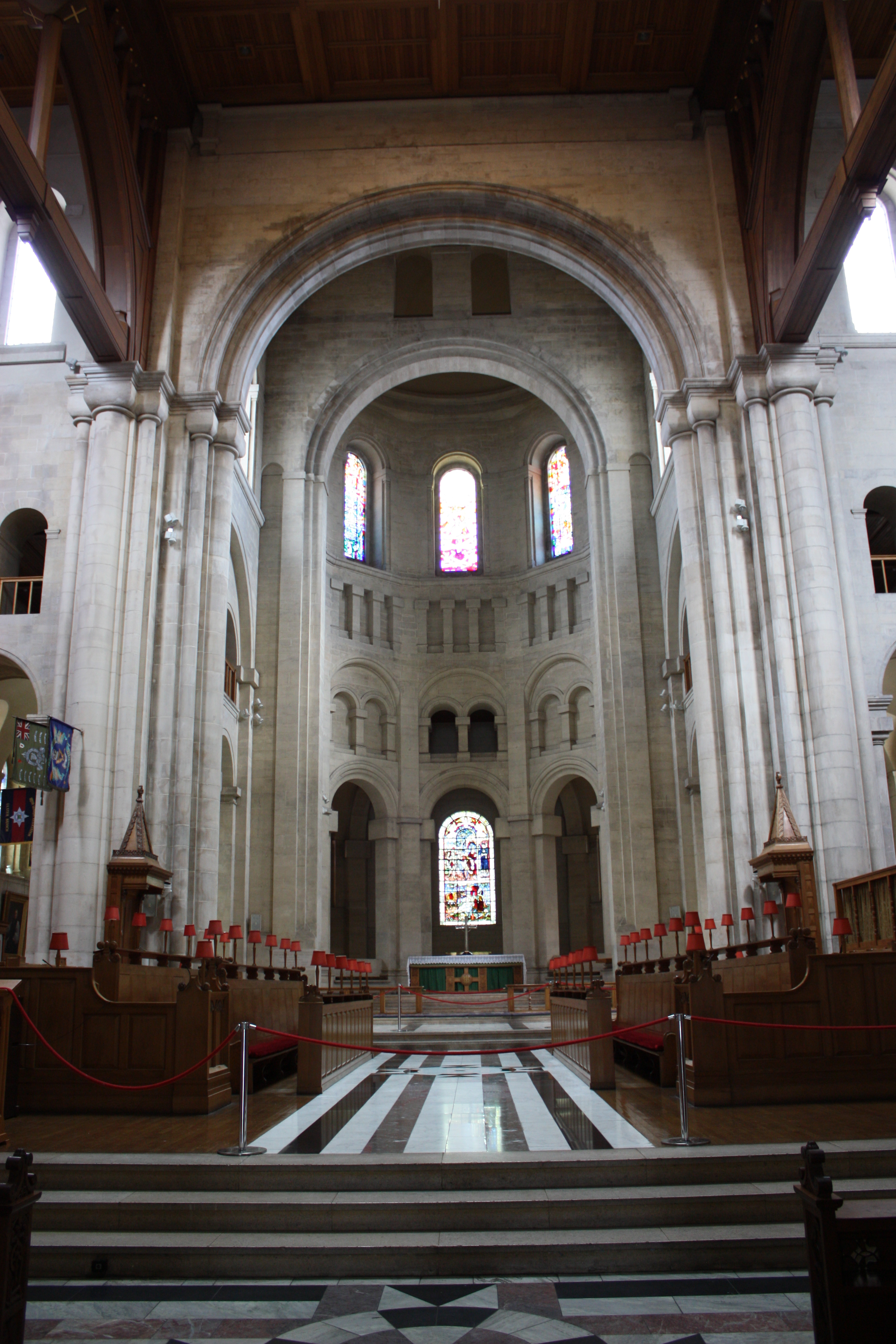
Алтарь
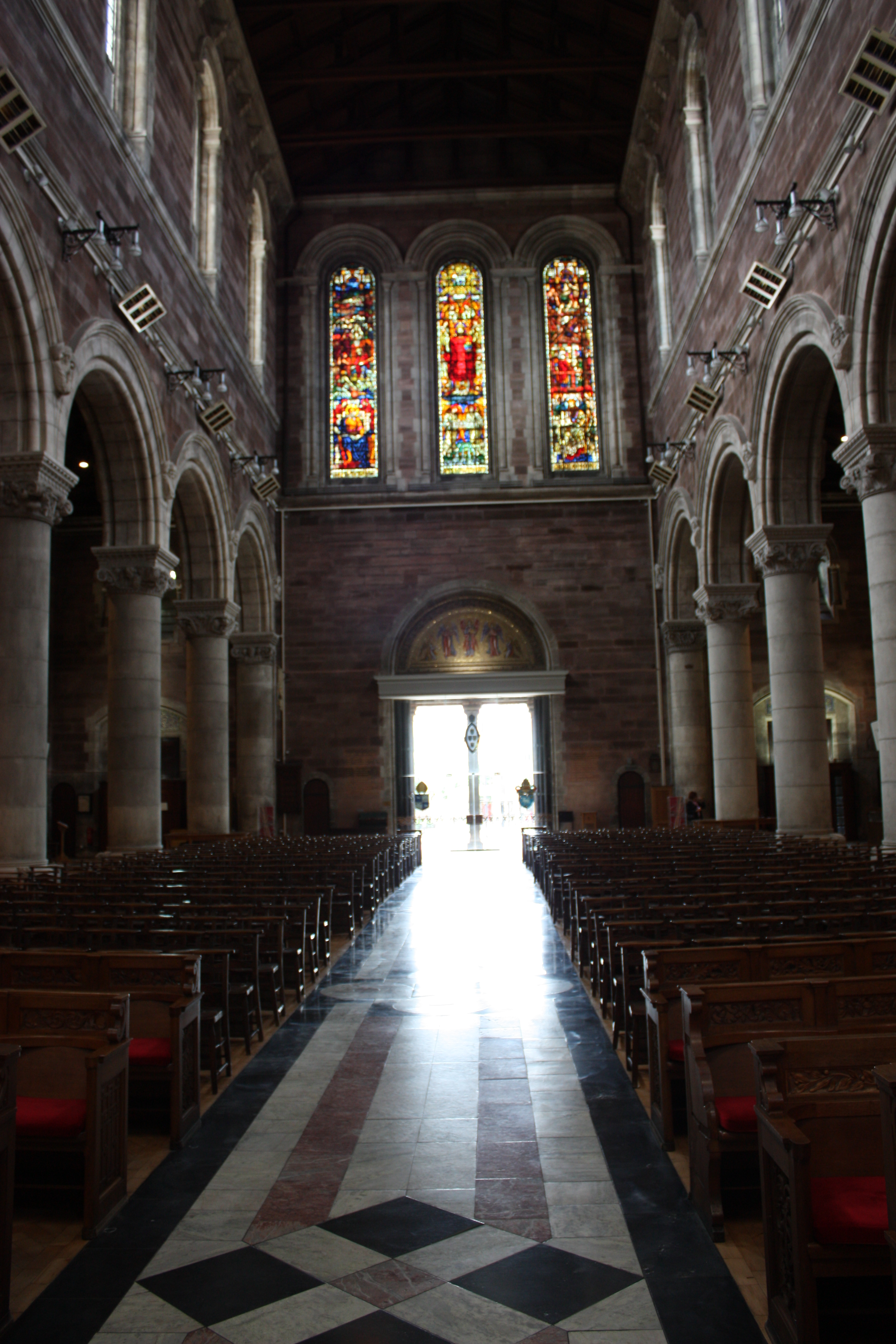
Неф
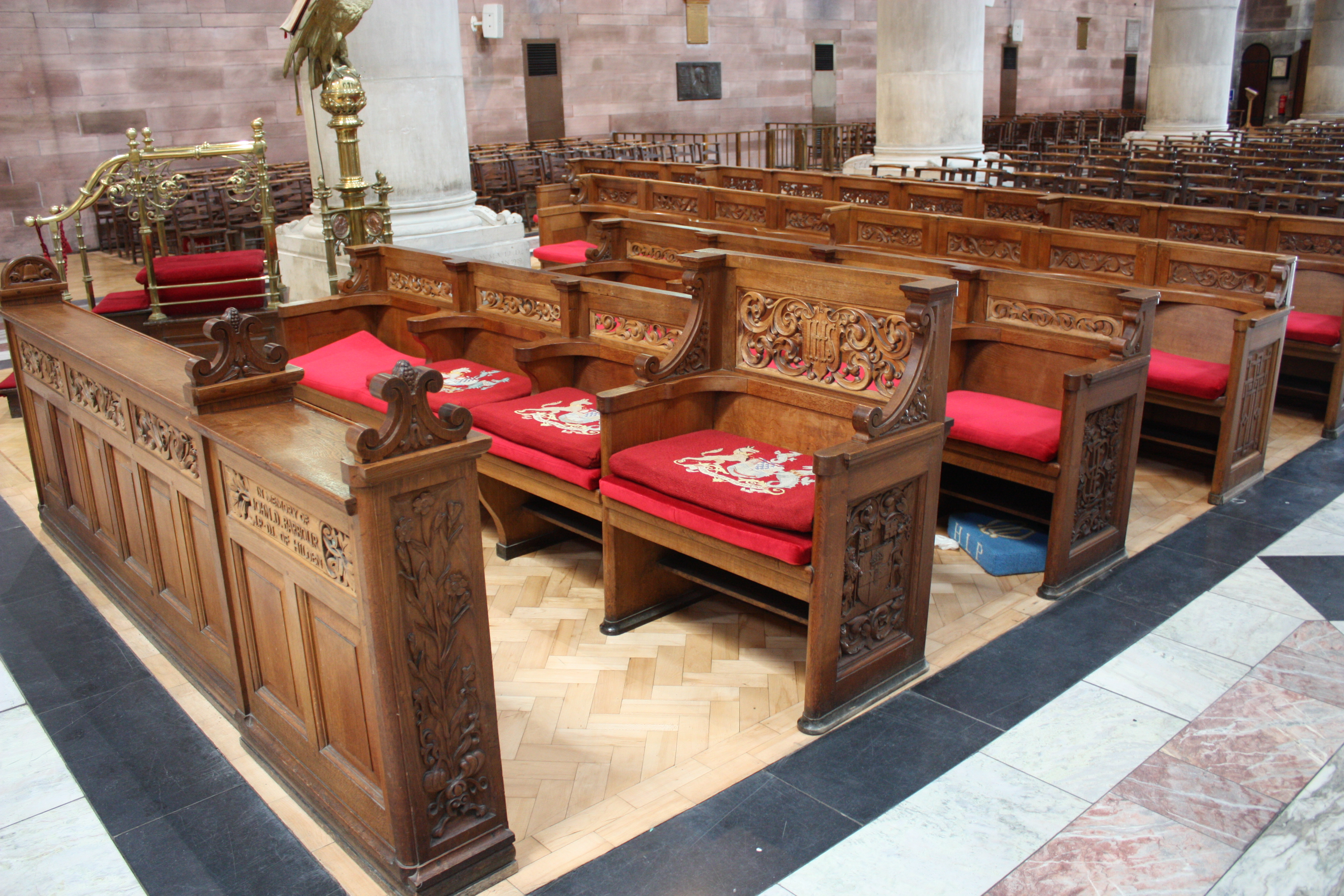
Королевская скамья
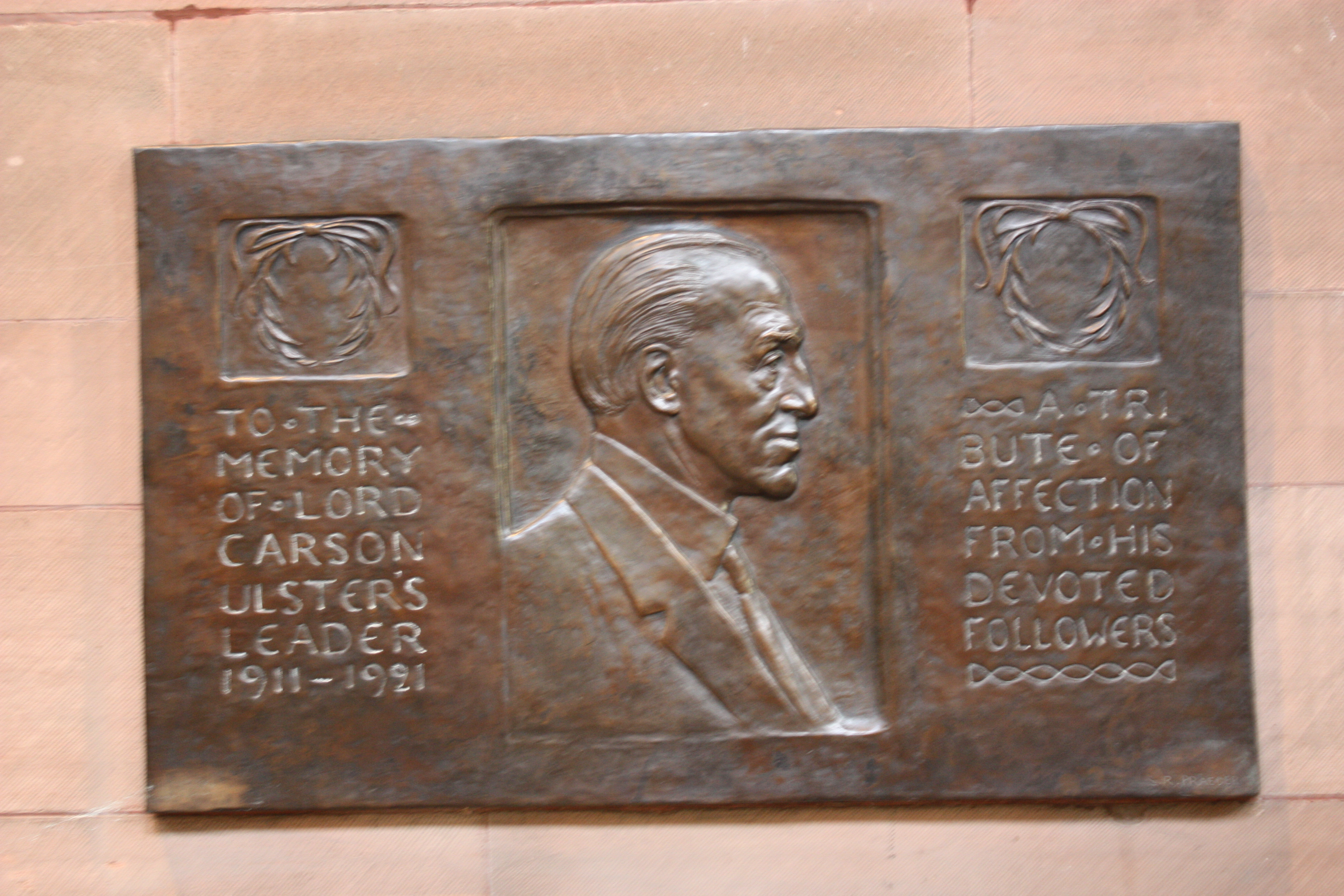
Мемориал Эдуарда Карсона
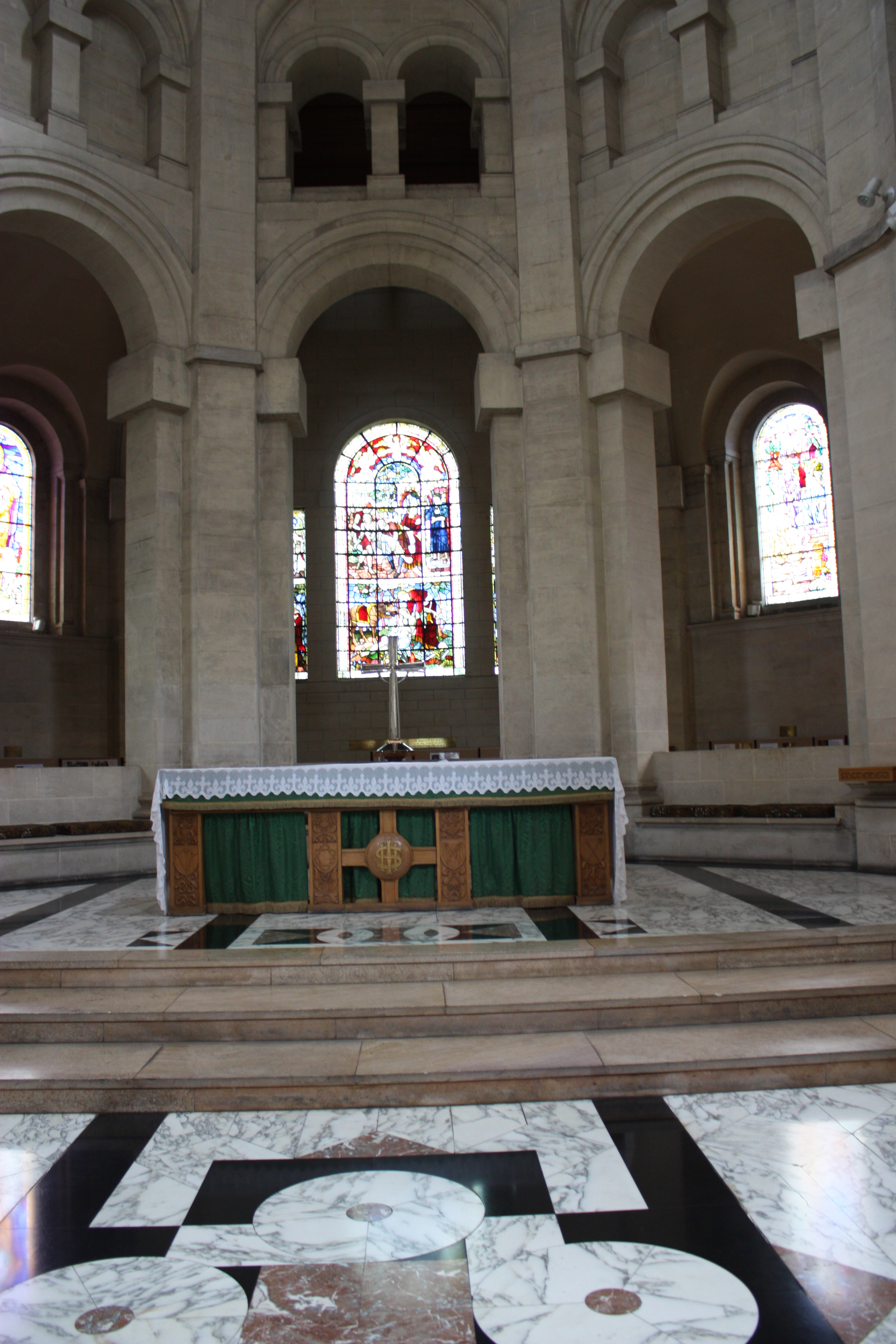
Алтарь
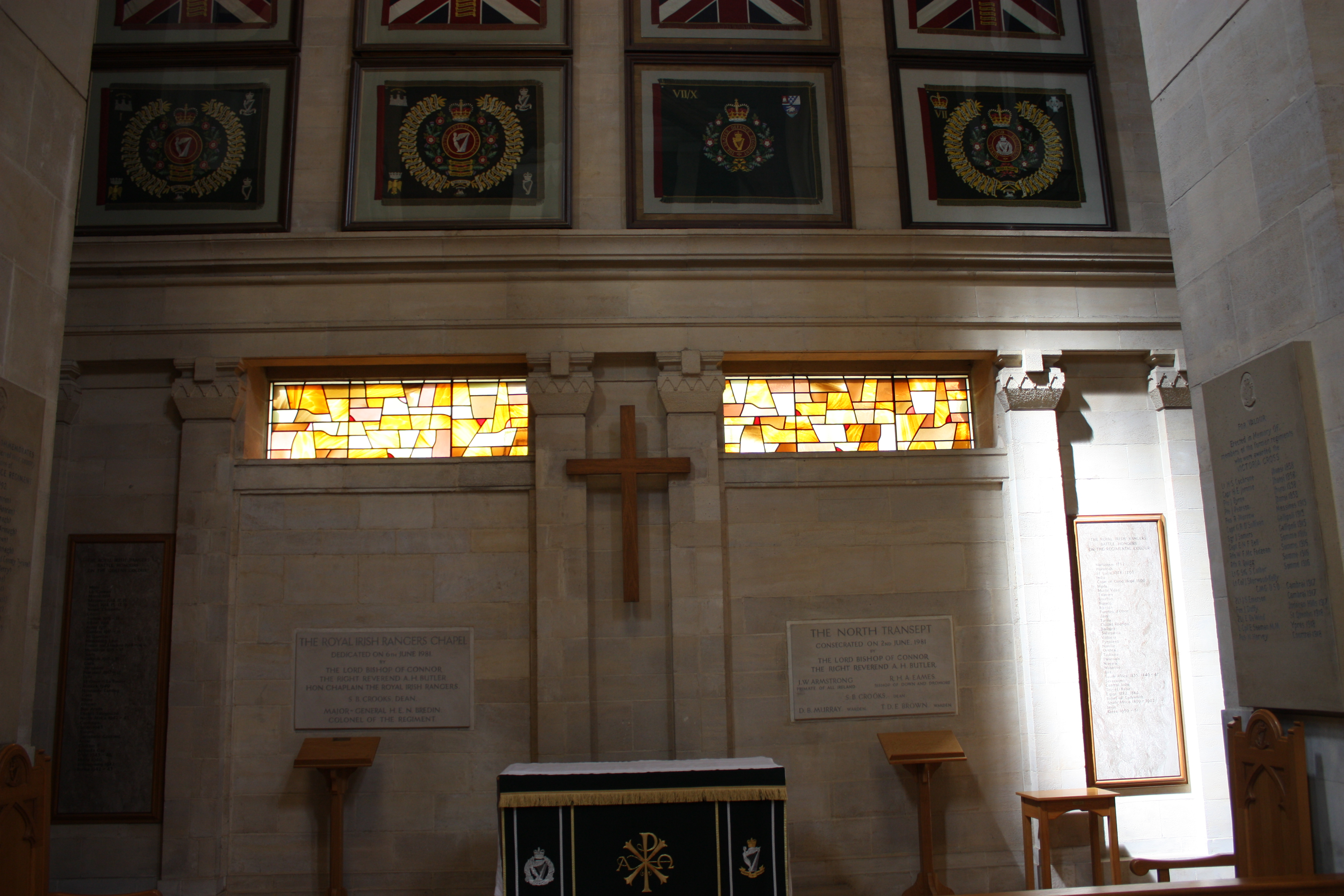
Военный мемориал